# ロベイラ

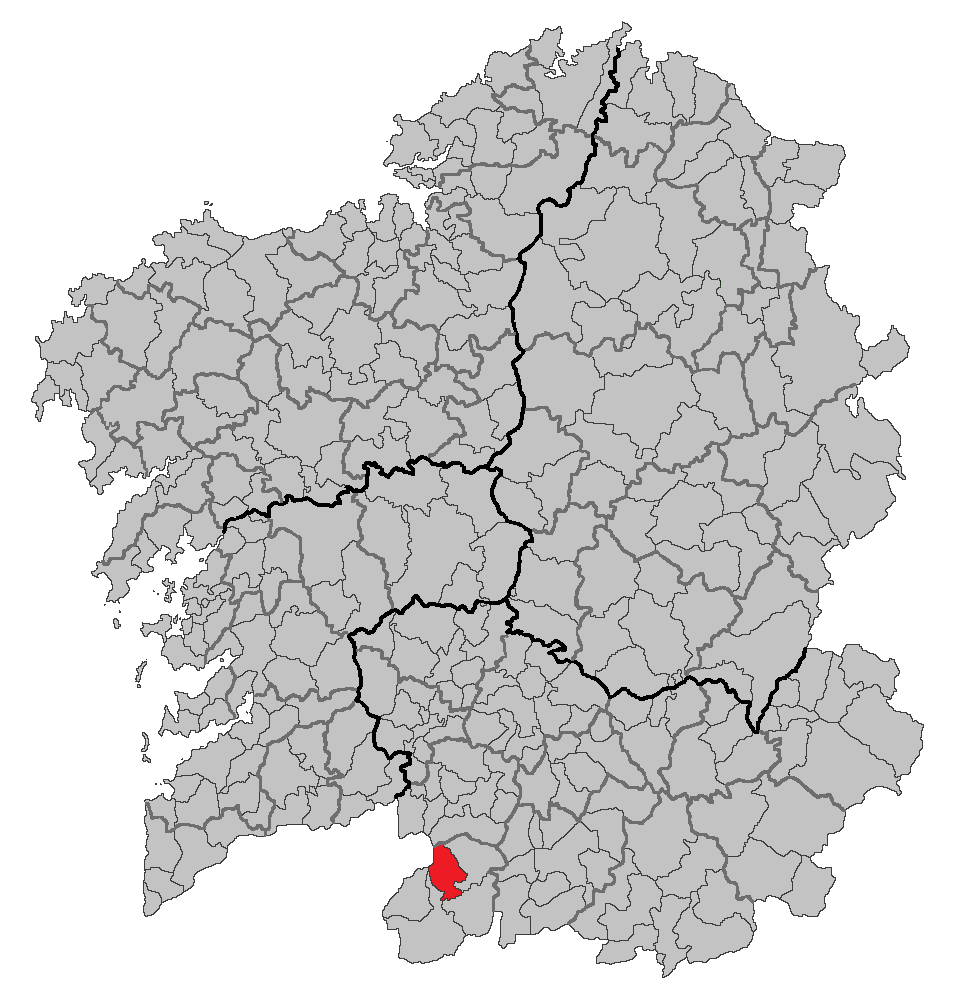
ガリシア州内の位置

ロベイラ（Lobeira）は、スペイン、ガリシア州、オウレンセ県の自治体で、コマルカ・ダ・バイシャ・リミアに属する。ガリシア統計局によると、2013年の人口は855人（2010年：994人、2009年：1,016人、2003年：1,225人）である。カスティーリャ語表記ではLobera（ロベーラ）。
ガリシア語話者の自治体住民に占める割合は98.47%（2001年）。

## 地理
ロベイラはオウレンセ県の西南部に位置し、コマルカ・ダ・ダ・バイシャ・リミアに属する。北はベレーアと、北から東にかけてはバンデと、南はムイーニョスと、南から西にかけてはロビオスと、西はエントリーモの各自治体、およびポルトガルと隣接する。自治体中心地区はロベイラ教区のア・ビラ地区。
ロベイラはバンデ司法管轄区に属す。

### 人口
住民は8の教区の26の地区（集落）に居住する。
| ロベイラの人口推移 1900－2010                           |
|                                                         |
| 出典:INE（スペイン国立統計局）1900年 - 1991年、1996年 - |

## 政治
自治体首長はガリシア国民党（PPdeG）のエミリオ・イゲーロ・カルドーソ（Emilio Higuero Cardoso）、自治体評議員はガリシア国民党：5、ガリシア民族主義ブロック（BNG）：3、ガリシア社会党（PSdeG-PSOE）：1となっている（2007年の自治体選挙の結果、得票順）。

## 教区
ロベイラは8の教区に分けられる。太字は自治体中心地区のある教区。
- ア・フラガ（サン・バルトロメウ）
- ロベイラ（サン・ビセンテ）
- モンテ・ロンゴ（サンタ・クリスティーナ）
- パラーダ（サンタ・エウフェミア）
- サン・マルティーニョ・デ・グロウ（サン・マルティーニョ）
- サン・シェス・デ・ビラリーニョ（サン・シェス）
- サンタ・コンバ（サン・トロカード）
- サンタ・クルス・デ・グロウ（サンタ・クルス）